# ポーツマス (ニューハンプシャー州)

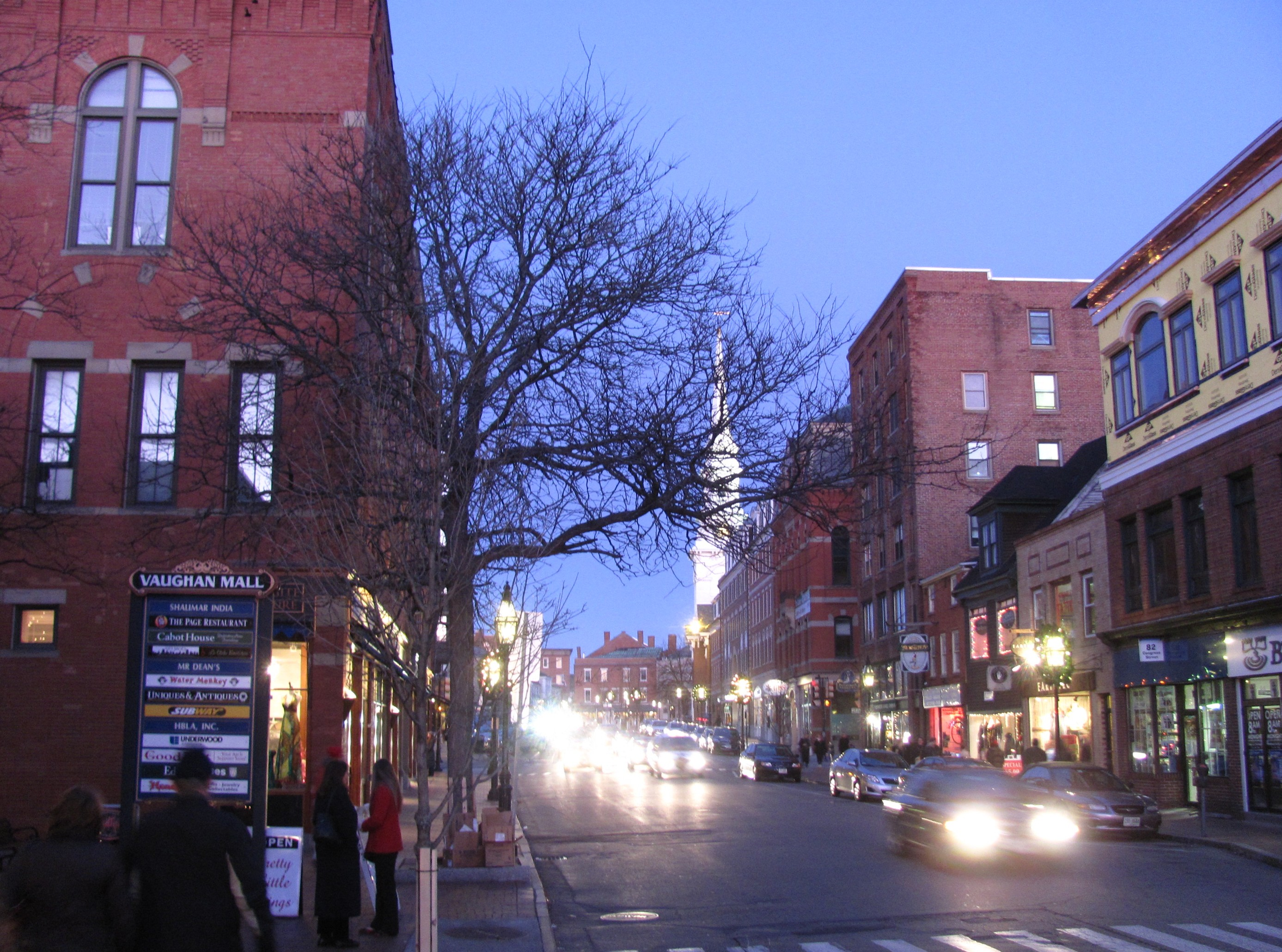
コングレス通り

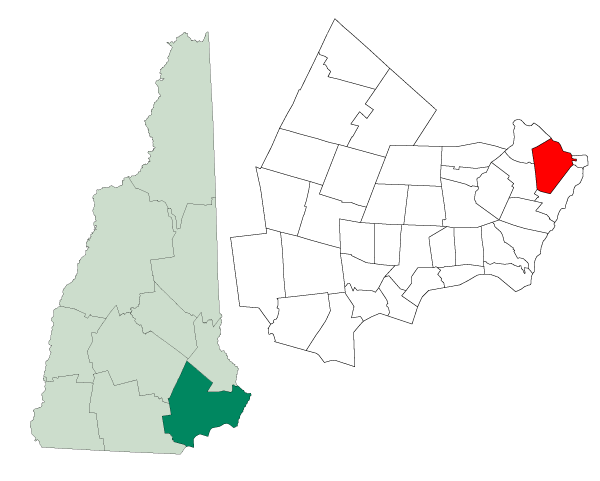
ロッキンガム郡内の位置（赤）

ポーツマス（Portsmouth）は、アメリカ合衆国ニューハンプシャー州ロッキンガム郡にある都市。大西洋に面する港町。2020年の人口は2万1956人（2020年）。郡内で唯一の市である。
日本では、日露戦争の講和会議が開かれ、ポーツマス条約が結ばれた場所として知られる。
なお同名の町がイギリスにもある。

## 概要
1800年設立のアメリカ初の海軍工廠であるポーツマス海軍造船所があることで知られる。ジョン・ポール・ジョーンズの乗艦、レンジャー（USS RAnger）もここで建造された。ただし、工廠は市内にあるのではなく、メイン州との州境を流れるピスカタカ川（Piscataqua River）の中洲、シービーズ島（Seavey's Island）にあり、所在地は隣州のヨーク郡キタリー町となる。
日露戦争の講和会議は、合衆国大統領セオドア・ルーズベルトの仲介により、この海軍工廠内86号棟で行われ、ポーツマス条約が1905年（明治38年）9月5日（日本時間）に調印された。なお、2005年に一時、工廠の閉鎖が検討されたものの、従業員をはじめとする反対運動が行われ、閉鎖は撤回されることとなった。

## 地理
ポーツマスは北緯43度4分1秒、西経70度46分22秒 (43.067038, -70.772838) に位置している。
アメリカ合衆国統計局によると、この都市は総面積43.5 km2 (16.8 mi2) である。このうち40.4 km2 (15.6 mi2) が陸地で3.1 km2 (1.2 mi2) が水地域である。総面積の7.03%が水地域となる。

## 人口動静
2000年の国勢調査で、この都市は20,784人、9,875世帯、及び4,858家族が暮らしている。人口密度は514.1/km2 (1,331.3/mi2) である。251.9/km2 (652.5/mi2) の平均的な密度に10,186軒の住居が建設されている。この都市の人種的な構成は白人93.55%、アフリカン・アメリカン2.13%、ネイティブ・アメリカン0.21%、アジア2.44%、パシフィック・アイランダー0.02%、その他の人種0.28%、及び混血1.36%である。人口の1.35%はヒスパニックまたはラテン系である。

## 姉妹都市
- 日南市、日本 - 小村寿太郎の出身地
- セヴェロドヴィンスク、ロシア